# Азалія понтійська (втрачена)
«Азалія понтійська» була визнана ботанічною пам'яткою природи розпорядженням облвиконкому № 132 від 15.05.1975 року та розширена рішенням Хмельницької обласної ради № 4 від 25.12.1992 року у вид.22, кв. 69 Полонського лісництва Шепетівського держлісгоспу. Площа — 2,7 га.

## Скасування
Рішенням Хмельницької обласної ради № 10 від 29.02.2000 року статус пам'ятки природи було скасовано.
Дане скасування відбулося з причини включення території пам'ятки до регіонального природного парку «Мальованка». Зазначена підстава скасування не має врегульованого у законодавстві обґрунтування.. .